# Онисковичи
Они́сковичи (бел. Аніскавічы, полес. Онісковічы) — деревня в Кобринском районе Брестской области Беларуси. Входит в состав Городецкого сельсовета.
По данным на 1 января 2016 года население составило 164 человека в 70 домохозяйствах.
В агрогородке расположены почтовое отделение, дом культуры, библиотека, фельдшерско-акушерский пункт и магазин.

## География
Агрогородок расположен в 34 км к юго-востоку от города Кобрин, 8 км от станции Городец и в 78 км к востоку от Бреста.
На 2012 год площадь населённого пункта составила 2,09 км² (209 га).

## История
Населённый пункт известен с XVI века как село Углы. 
С 28 июня 2025 года агрогородок Онисковичи преобразован в деревню.

## Население
В разное время население составляло:
- 1897 год: 44 двора, 251 человек;
- 1905 год: 321 человек;
- 1921 год: 70 дворов, 394 человека;
- 1940 год: 64 дворов, 454 человека;
- 1970 год: 292 человека;
- 1999 год: 96 хозяйств, 239 человек;
- 2005 год: 79 хозяйств, 197 человек;
- 2009 год: 206 человек;
- 2016 год[3]: 70 хозяйств, 164 человека;
- 2019 год[1]: 128 человек.